# Mario García-Oliva
Mario García-Oliva Pérez (Santander, Cantabria, 19 de junio de 1928-Santander, 5 de junio de 2008) fue un jurista, político e historiador español.

## Jurista, político e historiador cántabro
Realizó sus estudios de Licenciatura en Derecho en las Universidades de Salamanca y Oviedo y los de Doctorado en la Universidad de Cantabria.
También era Diplomado en Derecho Nobiliario por “Escuela Salazar y Castro” del Consejo Superior de Investigaciones Científicas y Diplomado en Derecho Privado por la Universidad Internacional Menéndez Pelayo.
Ejerció la abogacía durante 29 años en los colegios de Cantabria, Oviedo y Madrid.
Entre otras condecoraciones, poseía la Cruz de Honor y la Cruz Distinguida de Primera Clase de la Orden de San Raimundo de Peñafort.

## La dictadura
Persona inquieta, ya en sus años de estudiante sufrió la primera detención por arrancar unos pasquines falangistas en la Universidad llevando encima el “Manifiesto de Don Juan”, que entendía más cercano a las democracias que se estaban formando en Europa acabada la guerra, que la “monarquía” que proponía Franco.
En 1959 forma parte del grupo clandestino Izquierda Democrática, llegando a estar en la Comisión Ejecutiva Nacional de ese partido. Su relación personal y política con Joaquín Ruiz-Giménez se mantuvo durante el resto de sus vidas. Mario García-Oliva siempre tuvo gran consideración, respeto y admiración por Ruiz-Giménez, a quien consideraba todo un ejemplo de bondad, honradez, tolerancia y rectitud. A menudo se vanagloriaba de su amistad personal con Don Joaquín.

Durante la década de los años 60 y principios de los años 70, Mario García-Oliva fue el abogado de Santander que más intervenciones tuvo ante el Tribunal de Orden Público, siempre en defensa de sindicalistas y opositores al régimen de Franco. 
“Casi nunca las cobrábamos (las causas) y en algunos casos llegamos a cubrir por nuestra cuenta los gastos de los procesados para ser juzgados en Madrid, si es que se encontraban en libertad provisional. Pero esto era frecuente en varios compañeros de la época, como Luís Campos, José Manuel Martínez de la Pedraja o Emilio de Mier, cuando entró éste en el Colegio (de Abogados)”.
En 1967 coordinó todas las fuerzas de oposición con ocasión del referéndum franquista. Su relación personal con muchos de los exiliados socialistas y comunistas en el sur de Francia posibilitó la coordinación en el interior.
En 1970 fue elegido Secretario del Colegio de Abogados de Santander, a pesar de la oposición del Gobernador Civil de la entonces provincia, que presionó sobre los abogados del “sindicato” vertical y los que eran funcionarios. Al año siguiente, su posición progresista en la Junta de Gobierno del Colegio de Abogados se vio reforzada con la elección como Tesorero de Benito Huerta Argenta, quien también se incorporaría rápidamente a Izquierda Democrática.
Participó activamente en la organización del IV Congreso de la Abogacía Española en León, en la que los sectores progresistas de la profesión consiguieron aprobar acuerdos que reprobaban desde la pena de muerte hasta la continuación del propio régimen franquista. Sin mayores consecuencias legales, por supuesto, dado que el régimen ignoraba toda recomendación que se le hiciera.
Su despacho y su casa eran lugares de reunión y discusión de cuanto antifranquista lo necesitara.
Las creencias religiosas de Mario García-Oliva le hicieron tomar postura rápidamente junto a las opciones progresistas salidas del Concilio Vaticano II, y su relación personal y profesional con la HOAC fue estrecha y prolongada durante muchos años. También fue vocal de la Comisión Nacional de “Justicia y Paz”.
Aunque nunca fue procesado a pesar de las muchas veces que se colocó al margen de la legalidad franquista, García-Oliva sufrió agresiones verbales y recibió amenazas de muerte por parte de elementos de ultraderecha.
En esta época impartió clases de Introducción a las Ciencias Jurídicas en el Instituto José María Pereda de Santander, donde dejó un grato recuerdo entre sus alumnos, algunos de los cuales reconocen que fue quien les decidió a estudiar posteriormente Derecho. Hacia 1974, su arrugada gabardina, su viejo y destartalado coche americano y su aire aparentemente despistado le valieron el sobrenombre de “Colombo” en el Instituto. También se recuerdan sus irónicos comentarios antifranquistas en las aulas, para regocijo de los estudiantes progresistas y enfado de conservadores.

## La transición
Tras la muerte de Franco, y las primeras elecciones en 1977, Izquierda Democrática desapareció como partido político, y Mario García-Oliva fue invitado a integrarse en el PSC-PSOE, lo que hizo en 1978.
Ese mismo año, enterado del inminente decreto de destrucción de los archivos de la Brigada Político-Social, se dirigió al entonces gobernador civil para solicitar copia de su ficha policial “en la que constan las diversas y muy abundantes actuaciones contrarias al régimen del General Franco que durante más de veinticinco años he realizado, y a efectos de poder tener constancia fehaciente para el futuro y que puedan acreditar mis descendientes la actitud que he mantenido frente a la dictadura”.
No consta que recibiera respuesta, aunque años después se pudo saber que la ficha policial fue destruida, conservándose en el Archivo Histórico Nacional los archivadores que un día la contuvieron.

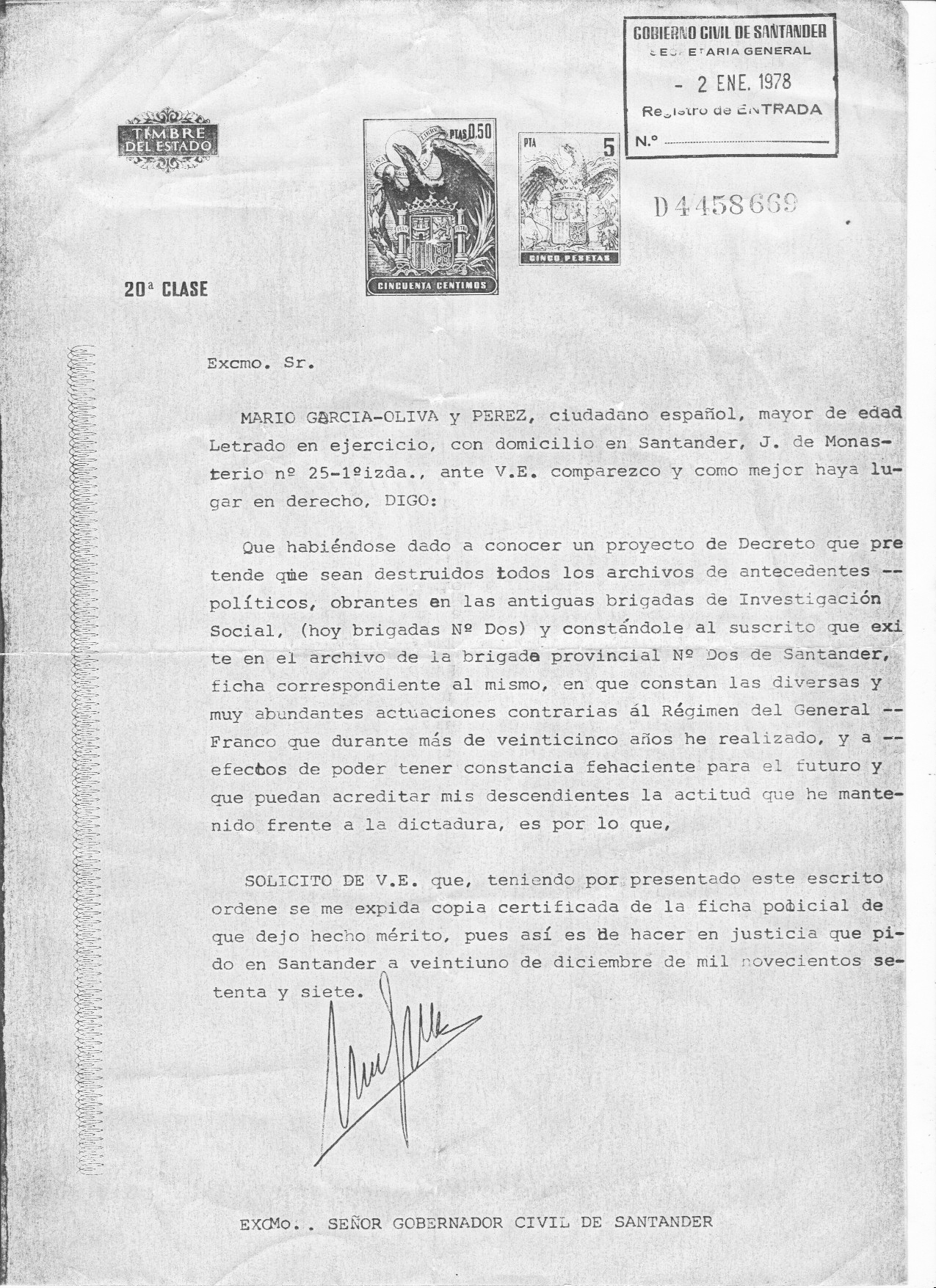
Solicitud de ficha policial

En 1979 fue elegido concejal en el Ayuntamiento de Santander. Mantuvo fuertes polémicas con el entonces alcalde, Juan Hormaechea, a quien más tarde tuvo que juzgar y condenar. Una de sus iniciativas más originales fue la de solicitar —y conseguir— el traslado de un escudo de la República Española que se hallaba abandonado en un parque de la ciudad y situarlo junto a la estatua de Franco, dado que el Alcalde se negaba a retirar ésta “por ser una imagen histórica”. Utilizando el mismo argumento, Mario García-Oliva consiguió que las armas republicanas estuvieran frente al dictador durante muchos años. En 1982 fue elegido presidente de la Agrupación Socialista de Santander, y en 1983 cesó como concejal.
También en 1979 fue elegido senador en las listas del PSC-PSOE, siendo vicepresidente de la Comisión de Justicia e Interior. Y fue ponente de la Comisión Mixta redactora del Estatuto de Autonomía de Cantabria.
En 1981 fue elegido Diputado al Parlamento de Cantabria.
Este mismo año asiste como observador de la Internacional Socialista al juicio celebrado en Casablanca contra el Secretario General de los socialistas marroquíes, Abderramán Boabid.
En mayo de 1982 fue enviado personal del Secretario General del PSOE, Felipe González, para asistir al Congreso de Abogados Socialistas que se celebró en Argentina, y a la celebración del 1º de Mayo en aquel país.
Durante la segunda legislatura fue presidente de la Comisión de Justicia del Senado, miembro de la Diputación Permanente del Senado, Vocal de la Comisión de Asuntos Iberoamericanos y Vocal de la Comisión de Suplicatorios.
Su actividad parlamentaria le llevó a intervenir directamente en la tramitación de la modificación de los arts. 503, 504 y 505 de la Ley de Enjuiciamiento Criminal, Ley Orgánica del Poder Judicial ( fue el senador encargado de su presentación ante el Pleno del Senado) ,Ley Orgánica del Tribunal Constitucional, Ley de Divorcio, etc. Ponente de la Proposición de Ley del Escudo de España.
Fue presidente de la Delegación Parlamentaria que acudió en 1985 en Roma al Consiglio Superiori della Magistratura, ante el que pronunció la conferencia titulada “Diferencias Constitucionales de Italia y España respecto al concepto de autogobierno de la Magistratura”.
Anti-imperialista convencido, Mario García-Oliva discrepó de la línea oficial del PSOE respecto al referéndum sobre la permanencia de España en la OTAN. No obstante, se vio obligado, por su cargo, a hacer campaña por el SÍ. Algunos asistentes a sus mítines recuerdan situaciones cómicas durante los debates, ya que García-Oliva siempre iniciaba cada argumento diciendo: “el Partido piensa…”, y cuando se le preguntaba qué pensaba él, respondía: “¿Yo?, otra cosa”.
Esa socarronería y el espíritu indisciplinado que siempre tuvo fueron seguramente causa de que el PSC-PSOE no lo incluyera más en sus listas electorales. (“Quien se mueve, no sale en la foto”).

## Magistrado del TSJC
En el año 1989 ingresó en la carrera judicial por el turno de juristas de reconocido prestigio y fue nombrado Magistrado del Tribunal Superior de Justicia de Cantabria, cargo que ostentó hasta su jubilación.
Con posterioridad, siguió escribiendo en prensa artículos de pensamiento y análisis político, en los que en ocasiones se manifestaba crítico o discrepaba de la línea del que él consideraba su partido, el PSOE (Ley de Partidos, Política fiscal, alineamiento con los EE. UU., etc.). En sus últimos tiempos era particularmente crítico con George W. Bush, José María Aznar y Monseñor Rouco Varela.

## Actividad investigadora y social
- Perteneció a la Asociación Internacional de Jóvenes Abogados, a la Asociación Española de Cooperación Europea y al Movimiento Europeo desde 1962.
- Consejero de Honor de la Institución Cultural de Cantabria, perteneciente al Consejo Superior de Investigaciones Científicas.
- Por Acuerdo de la Junta de Gobierno del Iltre. Colegio de Abogados de Cantabria de 10 de noviembre de 1993 fue nombrado COLEGIADO DE HONOR por mérito, al haber publicado el libro “Historia de la Abogacía en Cantabria” ( Edic. Calima. Prólogo de D. Joaquín Ruiz–Giménez. 563 páginas. 1993)
- Sus trabajos histórico-jurídicos le hicieron ser elegido Académico Correspondiente de las Reales Academias de Jurisprudencia y Legislación y de la Matritense de Genealogía y Heráldica (todas del Instituto de España)
- Académico correspondiente de la Real Academia de la Historia, a propuesta de D. Luís G. Valdeavellano, D. Ramón Carande, D. Diego Angulo y D. Luís Vázquez de Parga.
- Presidente de la Sección de Ciencias Jurídicas, Políticas y Sociales del Ateneo de Santander.
- Publicó decenas de trabajos de investigación Historiográfica (p.ej: “Bienes gananciales y separación matrimonial.” Madrid. 1981 – “Los Montañeses en la Universidad”. Institución Cultural de Cantabria. 1981 – “Algunos expedientes de Hidalguía en las Asturias de Santillana”. Edic. Hidalguía. Madrid. 1961. – “El restablecimiento del Escudo de España”. Madrid. 1982. – “Los oficios mecánicos en la nobleza Montañesa”. Edic. Hidalguía. 1961. Etc.)
- Coautor junto con los historiadores Carmen González Echegaray y José Luís Casado Soto del Escudo Oficial de la Comunidad Autónoma de Cantabria.
- Autor del escudo del Iltre. Colegio de Abogados de Cantabria.
- Autor del escudo de la Universidad de Cantabria.

## Vida personal
El 5 de junio de 2008 sufrió un derrame cerebral en su casa natal, donde había residido a lo largo de su vida, falleciendo horas después.
Persona recordada en Cantabria como cultivada y sociable, conciliadora y de carácter campechano y con gran sentido del humor, se cuentan numerosas anécdotas sobre su vida política y profesional.
Tras su fallecimiento, gran parte de su biblioteca y archivo personal fueron legados a la Universidad de Cantabria, a la Biblioteca Municipal de Santander, a la Fundación Pablo Iglesias y otros organismos.
Estaba casado con la salmantina María José Mascarós, y tenía 9 hijos, de los cuales dos han continuado su vocación jurídica, y uno su presencia en la política institucional. El resto de sus hijos e hijas se dedican a disciplinas diversas, desde la Educación a la Música, la Artesanía o las Artes Plásticas.